# Llista de resolucions del Consell de Seguretat de les Nacions Unides 701 a la 800
Aquesta és una llista entre les resolucions 701 a 800 del Consell de Seguretat de les Nacions Unides aprovades entre el 31 de juliol de 1991 i el 8 de gener de 1993.
| Resolució     | Data                   | Votació                                                       | Assumpte |
| ------------- | ---------------------- | ------------------------------------------------------------- | --- |
| Resolució 701 | 31 de juliol de 1991   | 15–0–0                                                        | Estén el mandat d'UNIFIL                                                                                        |
| Resolució 702 | 8 d'agost de 1991      | Aprovada sense votació                                        | Admissió de Corea del Nord i Corea del Sud a les Nacions Unides                                                 |
| Resolució 703 | 9 d'agost de 1991      | Aprovada sense votació                                        | Admissió dels Estats Federats de Micronèsia a les Nacions Unides                                                |
| Resolució 704 | 9 d'agost de 1991      | Aprovada sense votació                                        | Admissió de les Illes Marshall a les Nacions Unides                                                             |
| Resolució 705 | 15 d'agost de 1991     | 15–0–0                                                        | Pagaments d'Iraq a la Comissió de Compensació de les Nacions Unides                                             |
| Resolució 706 | 15 d'agost de 1991     | 13–1–1 (en contra: Cuba; abstenció: Iemen)                    | Mecanisme per a la venda de petroli d'Iraq a canvi d'ajuda humanitària                                          |
| Resolució 707 | 15 d'agost de 1991     | 15–0–0                                                        | Condemna pel no compliment i violacions per part d'Iraq de la Resolució 687                                     |
| Resolució 708 | 28 d'agost de 1991     | 15–0–0                                                        | Vacant a la Cort Internacional de Justícia                                                                      |
| Resolució 709 | 12 de setembre de 1991 | Aprovada sense votació                                        | Admissió d'Estònia a les Nacions Unides                                                                         |
| Resolució 710 | 12 de setembre de 1991 | Aprovada sense votació                                        | Admissió de Letònia a les Nacions Unides                                                                        |
| Resolució 711 | 12 de setembre de 1991 | Aprovada sense votació                                        | Admissió de Lituània a les Nacions Unides                                                                       |
| Resolució 712 | 19 de setembre de 1991 | 13-1-1 (en contra: Cuba; abstenció: Iemen)                    | Situació humanitària a l'Iraq; Comissió de Compensació de les Nacions Unides                                    |
| Resolució 713 | 25 de setembre de 1991 | 15–0–0                                                        | Esforços de laComunitat Europea, embargament d'armes a la RFS de Iugoslàvia durant les Guerres de Iugoslàvia    |
| Resolució 714 | 30 de setembre de 1991 | 15–0–0                                                        | Progrés de la pau a El Salvador durant la Guerra Civil d'El Salvador                                            |
| Resolució 715 | 11 d'octubre de 1991   | 15–0–0                                                        | Mesures de la Comissió Especial de les Nacions Unides per inspeccionar armes a l'Iraq                           |
| Resolució 716 | 11 d'octubre de 1991   | 15–0–0                                                        | Negociacions sobre el conflicte de Xipre                                                                        |
| Resolució 717 | 16 d'octubre de 1991   | 15–0–0                                                        | Establiment Missió Avançada de les Nacions Unides a Cambodja                                                    |
| Resolució 718 | 31 d'octubre de 1991   | 15–0–0                                                        | Situació en el conflicte de Cambodja                                                                            |
| Resolució 719 | 6 de novembre de 1991  | 15–0–0                                                        | Estén el mandat de Grup d'Observadors de les Nacions Unides a Centreamèrica                                     |
| Resolució 720 | 21 de novembre de 1991 | 15–0–0                                                        | Recomana el nomenament de Boutros Boutros-Ghali com a Secretari General                                         |
| Resolució 721 | 27 de novembre de 1991 | 15–0–0                                                        | Esforços del Secretari General a la República Federal Socialista de Iugoslàvia durant les Guerres de Iugoslàvia |
| Resolució 722 | 29 de novembre de 1991 | 15–0–0                                                        | Estén el mandat de la Força de les Nacions Unides d'Observació de la Separació                                  |
| Resolució 723 | 12 de desembre de 1991 | 15–0–0                                                        | Estén el mandat de Força de les Nacions Unides pel Manteniment de la Pau a Xipre                                |
| Resolució 724 | 15 de desembre de 1991 | 15–0–0                                                        | Estableix el Comitè del Consell de Seguretat per les Guerres de Iugoslàvia                                      |
| Resolució 725 | 31 de desembre de 1991 | 15–0–0                                                        | Pla de Regularització pelr referèndum al Sàhara Occidental                                                      |
| Resolució 726 | 6 de gener de 1992     | 15–0–0                                                        | Deportacions de palestins per Israel als territoris ocupats                                                     |
| Resolució 727 | 8 de gener de 1992     | 15–0–0                                                        | Missió de Monitoratge de la Unió Europea a la República Federal Socialista de Iugoslàvia                        |
| Resolució 728 | 8 de gener de 1992     | 15–0–0                                                        | Desminatge, procés de pau Cambodja                                                                              |
| Resolució 729 | 14 de gener de 1992    | 15–0–0                                                        | Allargament de la Missió d'Observació de Nacions Unides al Salvador                                             |
| Resolució 730 | 16 de gener de 1992    | 15–0–0                                                        | Acaba el Grup d'Observadors de les Nacions Unides a Centreamèrica                                               |
| Resolució 731 | 21 de gener de 1992    | 15–0–0                                                        | Condemna a Líbia per la destrucció del Vol 103 de Pan Am sobre Lockerbie i el Vol 722 d'UTA sobre Níger         |
| Resolució 732 | 23 de gener de 1992    | Aprovada sense votació                                        | Admissió del Kazakhstan a les Nacions Unides                                                                    |
| Resolució 733 | 23 de gener de 1992    | 15–0–0                                                        | Imposa embargament d'armes a Somàlia degut a la Guerra Civil somalí                                             |
| Resolució 734 | 29 de gener de 1992    | 15–0–0                                                        | Estén el mandat de la UNIFIL                                                                                    |
| Resolució 735 | 29 de gener de 1992    | Aprovada sense votació                                        | Admissió d'Armènia a les Nacions Unides                                                                         |
| Resolució 736 | 29 de gener de 1992    | Aprovada sense votació                                        | Admissió del Kirguizstan a les Nacions Unides                                                                   |
| Resolució 737 | 29 de gener de 1992    | Aprovada sense votació                                        | Admissió de l'Uzbekistan a les Nacions Unides                                                                   |
| Resolució 738 | 29 de gener de 1992    | Aprovada sense votació                                        | Admissió del Tadjikistan a les Nacions Unides                                                                   |
| Resolució 739 | 5 de febrer de 1992    | Aprovada sense votació                                        | Admissió de la República de Moldàvia a les Nacions Unides                                                       |
| Resolució 740 | 7 de febrer de 1992    | 15–0–0                                                        | Pla de manteniment de la pau a la República Federal Socialista de Iugoslàvia durant les Guerres de Iugoslàvia   |
| Resolució 741 | 7 de febrer de 1992    | Aprovada sense votació                                        | Admissió del Turkmenistan a les Nacions Unides                                                                  |
| Resolució 742 | 14 de febrer de 1992   | Aprovada sense votació                                        | Admissió de l'Azerbaidjan a les Nacions Unides                                                                  |
| Resolució 743 | 21 de febrer de 1992   | 15–0–0                                                        | Estableix Força de Protecció de les Nacions Unides a Iugoslàvia                                                 |
| Resolució 744 | 25 de febrer de 1992   | Aprovada sense votació                                        | Admissió de San Marino a les Nacions Unides                                                                     |
| Resolució 745 | 28 de febrer de 1992   | 15–0–0                                                        | Estableix l'Autoritat Transicional de les Nacions Unides a Cambodja                                             |
| Resolució 746 | 17 de març de 1992     | 15–0–0                                                        | Urgeix a les parts implicades en la Guerra Civil somalí a cooperar amb les Nacions Unides                       |
| Resolució 747 | 24 de març de 1992     | 15–0–0                                                        | Amplia el mandat de la Segona Missió de Verificació de les Nacions Unides a Angola                              |
| Resolució 748 | 31 de març de 1992     | 10–0–5 (abstencions: Cap Verd, Xina, Índia, Marroc, Zimbàbue) | Imposa aviació civil, embargament d'armes a Líbia                                                               |
| Resolució 749 | 7 d'abril de 1992      | 15–0–0                                                        | La Força de Protecció de les Nacions Unides                                                                     |
| Resolució 750 | 10 d'abril de 1992     | 15–0–0                                                        | Negociacions en el conflicte de Xipre                                                                           |
| Resolució 751 | 24 d'abril de 1992     | 15–0–0                                                        | Estableix UNOSOM I; embargament d'armes contra Somàlia                                                          |
| Resolució 752 | 15 de maig de 1992     | 15–0–0                                                        | La Guerra de Bòsnia                                                                                             |
| Resolució 753 | 18 de maig de 1992     | Aprovada sense votació                                        | Admissió de Croàcia a les Nacions Unides                                                                        |
| Resolució 754 | 18 de maig de 1992     | Aprovada sense votació                                        | Admissió d'Eslovènia a les Nacions Unides                                                                       |
| Resolució 755 | 20 de maig de 1992     | Aprovada sense votació                                        | Admissió de Bòsnia i Hercegovina a les Nacions Unides                                                           |
| Resolució 756 | 29 de maig de 1992     | 15–0–0                                                        | Estén el mandat de Força de les Nacions Unides d'Observació de la Separació                                     |
| Resolució 757 | 30 de maig de 1992     | 13–0–2 (abstencions: Xina, Zimbàbue)                          | Imposa sancons econòmiques, embargament a la República Federal de Iugoslàvia                                    |
| Resolució 758 | 8 de juny de 1992      | 15–0–0                                                        | Amplia Força de Protecció de les Nacions Unides; Violacions d'alto-el-foc a Bòsnia                              |
| Resolució 759 | 12 de juny de 1992     | 15–0–0                                                        | Estén el mandat de Força de les Nacions Unides pel Manteniment de la Pau a Xipre                                |
| Resolució 760 | 18 de juny de 1992     | 15–0–0                                                        | Sancions a la República Federal de Iugoslàvia                                                                   |
| Resolució 761 | 29 de juny de 1992     | 15–0–0                                                        | Crida per desplegaments addicionals de la Força de Protecció de les Nacions Unides                              |
| Resolució 762 | 30 de juny de 1992     | 15–0–0                                                        | Estableix Comissió Conjunta, Reforça Força de Protecció de les Nacions Unides                                   |
| Resolució 763 | 6 de juliol de 1992    | Aprovada sense votació                                        | Admissió de Geòrgia a les Nacions Unides                                                                        |
| Resolució 764 | 13 de juliol de 1992   | 15–0–0                                                        | Continuen els combats a Bòsnia i Hercegovina                                                                    |
| Resolució 765 | 16 de juliol de 1992   | 15–0–0                                                        | Massacre de Boipatong a Sud-àfrica                                                                              |
| Resolució 766 | 21 de juliol de 1992   | 15–0–0                                                        | Dificultats d'implementar acords polítics a Cambodja                                                            |
| Resolució 767 | 27 de juliol de 1992   | 15–0–0                                                        | Urgeix cooperació de les parts amb la UNOSOM I                                                                  |
| Resolució 768 | 30 de juliol de 1992   | 15–0–0                                                        | Estén el mandat de la UNIFIL                                                                                    |
| Resolució 769 | 7 d'agost de 1992      | 15–0–0                                                        | Amplia i reforça la UNPROFOR                                                                                    |
| Resolució 770 | 13 d'agost de 1992     | 12–0–3 (abstencions: Xina, Índia, Zimbàbue)                   | Assistència humanitària a Bòsnia i Hercegovina                                                                  |
| Resolució 771 | 13 d'agost de 1992     | 15–0–0                                                        | Condemna la "neteja ètnica", altres violacions a Bòsnia i Iugoslàvia                                            |
| Resolució 772 | 17 d'agost de 1992     | 15–0–0                                                        | Autoritza desplegament d'Observadors de les Nacions Unides a Sud-àfrica                                         |
| Resolució 773 | 26 d'agost de 1992     | 14–0–1 (abstenció: Equador)                                   | Adopta les decisions preses per la Comissió de Demarcació de la Frontera Iraq-Kuwait                            |
| Resolució 774 | 26 d'agost de 1992     | 15–0–0                                                        | Negociacions sobre el conflicte de Xipre                                                                        |
| Resolució 775 | 28 d'agost de 1992     | 15–0–0                                                        | Autoritza incrementar la força d'UNOSOM I                                                                       |
| Resolució 776 | 14 de setembre de 1992 | 12–0–3 (abstencions: Xina, Índia, Zimbàbue)                   | Incrementa UNPROFOR a Bòsnia i Hercegovina                                                                      |
| Resolució 777 | 19 de setembre de 1992 | 12–0–3 (abstencions: Xina, Índia, Zimbàbue)                   | Declara que la República Federal Socialista de Iugoslàvia va cessar d'existir                                   |
| Resolució 778 | 2 d'octubre de 1992    | 14–0–1 (abstenció: Xina)                                      | Transferència de diners de la venda de petroli d'Iraqi com a garantia fixada a la Resolució 706                 |
| Resolució 779 | 6 d'octubre de 1992    | 15–0–0                                                        | Autoritza UNPROFOR a comprovar la retirada de l'Exèrcit Popular Iugoslau de Croàcia                             |
| Resolució 780 | 6 d'octubre de 1992    | 15–0–0                                                        | Estableix una Comissió d'Experts per analitzar la informació obtiguda a la Resolució 771                        |
| Resolució 781 | 9 d'octubre de 1992    | 14–0–1 (abstenció: Xina)                                      | Prohibició de vols militars sobre Bòsnia i Hercegovina                                                          |
| Resolució 782 | 13 d'octubre de 1992   | 15–0–0                                                        | Acords de pau de Roma durant la Guerra Civil de Moçambic                                                        |
| Resolució 783 | 13 d'octubre de 1992   | 15–0–0                                                        | Demanda ple desplegament de l'Autoritat Transicional de les Nacions Unides a Cambodja                           |
| Resolució 784 | 30 d'octubre de 1992   | 15–0–0                                                        | Estén el mandat de Missió d'Observació de les Nacions Unides al Salvador                                        |
| Resolució 785 | 30 d'octubre de 1992   | 15–0–0                                                        | Estén el mandat de Segona Missió de Verificació de les Nacions Unides a Angola                                  |
| Resolució 786 | 10 de novembre de 1992 | 15–0–0                                                        | Incrementa el tamnany de la UNPROFOR a Bòsnia i Hercegovina                                                     |
| Resolució 787 | 16 de novembre de 1992 | 13–0–2 (abstencions: Xina, Zimbàbue)                          | Més sancions en contra la República Federal de Iugoslàvia                                                       |
| Resolució 788 | 19 de novembre de 1992 | 15–0–0                                                        | Imposa embargament d'armes a Libèria durant la Primera Guerra Civil liberiana                                   |
| Resolució 789 | 25 de novembre de 1992 | 15–0–0                                                        | Negociacions per un acord en el conflicte de Xipre                                                              |
| Resolució 790 | 25 de novembre de 1992 | 15–0–0                                                        | Estén el mandat de la Força de les Nacions Unides d'Observació de la Separació                                  |
| Resolució 791 | 30 de novembre de 1992 | 15–0–0                                                        | Estén el mandat de Missió d'Observació de les Nacions Unides al Salvador                                        |
| Resolució 792 | 30 de novembre de 1992 | 14–0–1 (abstenció: Xina)                                      | Preparació de l'Autoritat Transicional de les Nacions Unides a Cambodja per eleccions de 1993                   |
| Resolució 793 | 30 de novembre de 1992 | 15–0–0                                                        | Estén el mandat de la Segona Missió de Verificació de les Nacions Unides a Angola                               |
| Resolució 794 | 3 de desembre de 1992  | 15–0–0                                                        | Creació de la UNITAF a Somàlia                                                                                  |
| Resolució 795 | 11 de desembre de 1992 | 15–0–0                                                        | Desplegament de la UNPROFOR a la frontera de la República de Macedònia                                          |
| Resolució 796 | 14 de desembre de 1992 | 15–0–0                                                        | Estén el mandat de Força de les Nacions Unides per al Manteniment de la Pau a Xipre                             |
| Resolució 797 | 16 de desembre de 1992 | 15–0–0                                                        | Estableix l'Operació de les Nacions Unides a Moçambic                                                           |
| Resolució 798 | 18 de desembre de 1992 | 15–0–0                                                        | Condemna violacions de dones a Bòsnia i Hercegovina                                                             |
| Resolució 799 | 18 de desembre de 1992 | 15–0–0                                                        | Deportació de palestins per Israel                                                                              |
| Resolució 800 | 8 de gener de 1993     | Aprovada sense votació                                        | Admissió d'Eslovàquia a les Nacions Unides                                                                      |